# Blueselőadók listája
A következő listán blueselőadók szerepelnek ábécésorrendben a családneveik szerint, együttesek esetén a teljes név, azaz az első betű alapján. Kivételek a „Blind” előnevet kapott előadók, ők a „B” betűnél vannak felsorolva.
| Ábécé szerinti tartalomjegyzék                      |
| --------------------------------------------------- |
| A B C D E F G H I J K L M N O P Q R S T U V W X Y Z |

## A
- Black Ace (1907–1972)
- Gaye Adegbalola (1944)
- Alger "Texas" Alexander (1900–1954)
- Luther Allison (1939–1997)
- Mose Allison (1927–2016)
- Albert Ammons (1907–1949)
- Pink Anderson (1900–1974)
- James Anthony (Pecchia) (1955)
- Harold Arlen (1905–1986)
- Louis Armstrong (1901–1971)
- Kokomo Arnold (1901–1968)
- Gwyn Ashton (1961)

## B
- Smoky Babe (1927–1975)
- Etta Baker (1913–2006)
- Marcia Ball (1949)
- John Henry Barbee (1905–1964)
- Johnnie Bassett (1935)
- Sidney Bechet (1897–1959)
- Carey Bell (1936–2007)
- Lead Belly (1889–1949)
- Tab Benoit (1967)
- Gladys Bentley (1907–1960)
- Buster Benton (1932–1996)
- Elvin Bishop (1942)
- Black Rebel Motorcycle Club
- Blackmailers
- Scrapper Blackwell (1903–1962)
- Bobby Bland (1930–2013)
- Blind Blake (1896–1934)
- Blind Boy Fuller (1908–1941)
- Blind John Davis (1913–1985)
- Blind Lemon Jefferson (1893–1929)
- Blind Mississippi Morris (1955)
- Blind Willie Johnson (1897–1945)
- Blind Willie McTell (1901–1959)
- Rory Block (1949)
- Mike Bloomfield (1943–1981)
- Blues Explosion
- Barbecue Bob (1902–1931)
- Lucille Bogan (1897–1948)
- Deanna Bogart (1960)
- Joe Bonamassa (1977)
- Son Bonds (1909–1947)
- Eddie Boyd (1914–1994)
- Delaney Bramlett (1939–2009)
- Herman Brood (1946–1991)
- Lonnie Brooks (1933–2017)
- Big Bill Broonzy (1893–1958)
- Charles Brown (1922–1999)
- Clarence "Gatemouth" Brown (1924–2005)
- Gabriel Brown (1910–1972)
- Kenny Brown (1953)
- Rabbit Brown (1880–1937)
- Roy Brown (1925–1981)
- Walter Brown (1917–1956)
- Willie Brown (1900–1952)
- Bob Brozman (1954)
- Roy Buchanan (1939–1988)
- George "Mojo" Buford (1929)
- Eric Burdon (1941)
- Eddie "Guitar" Burns (1928)
- Jimmy Burns (1943)
- R. L. Burnside (1926–2005)
- Paul Butterfield (1942–1987)

## C
- Gus Cannon (1883–1979)
- Claudia Carawan (1959)
- Leroy Carr (1905–1935)
- Bo Carter (1893–1964)
- Johnny Cash (1932–2003)
- Tommy Castro (1955)
- Nick Cave (1957)
- Ray Charles (1930–2004)
- Eric Clapton (1945)
- Clutch
- Gary B.B. Coleman (1947–1994)
- Jaybird Coleman (1896–1950)
- Albert Collins (1932–1993)
- Sam Collins (1887–1949)
- Joanna Connor (1962)
- Johnny Copeland (1937–1997)
- Martha Copeland (?)
- Shemekia Copeland (1979)
- Al Copley (1952)
- Murali Coryell (1969)
- Sean Costello (1979–2008)
- James Cotton (1935–2017)
- Floyd Council (1911–1976)
- Ida Cox (1896–1967)
- Robert Cray (1953)
- Pee Wee Crayton (1914–1985)
- Cuby and the Blizzards

## D
- Elmore D (1946)
- Cyril Davies (1932–1964)
- Guy Davis (1952)
- Larry Davis (1936–1994)
- Little Sammy Davis (1928)
- Reverend Gary Davis (1896–1972)
- Walter Davis (1911 vagy 1912–1963)
- Mattie Delaney (1905-?)
- Bo Diddley (1928–2008)
- Floyd Dixon (1929–2006)
- Willie Dixon (1915–1992)
- Johnny Dodds (1892–1940)
- Thomas A. Dorsey (1899–1993)
- Christian Dozzler (1958)
- Chris Duarte (1964)
- Champion Jack Dupree (1909–1992)
- Big Joe Duskin (1921–2007)

## E
- Snooks Eaglin (1936–2009)
- Ronnie Earl (1953)
- David Honeyboy Edwards (1915)
- Duke Ellington (1899–1974)
- Tinsley Ellis (1957)
- Sleepy John Estes (1904–1977)

## F
- John Fahey (1939–2001)
- Sue Foley (1968)
- Robben Ford (1951)
- T-Model Ford (1924)
- Leroy Foster (1923–1958)
- Jesse Fuller (1896–1976)
- Anson Funderburgh (1954)

## G
- Rory Gallagher (1948–1995)
- Terry Garland (1953)
- Larry Garner (1952)
- George Gershwin (1898–1937)
- Billy F. Gibbons (1949)
- Clifford Gibson (1901–1963)
- Jazz Gillum (1904–1966)
- Anthony Gomes (1975)
- Otis Grand (1950)
- Arvella Gray (1906–1980)
- Lil Green (1919–1954)
- Peter Green (1946–2020)
- Shirley Griffith (1908–1974)
- Buddy Guy (1936)
- G. Love & Special Sauce

## H
- Merle Haggard (1937–2016)
- John P. Hammond (1942)
- James Harman (1946)
- Ben Harper (1969)
- Shakey Jake Harris (1921–1990)
- Wynonie Harris (1915–1969)
- Alvin Youngblood Hart (1965)
- Little Hatch (1921–2003)
- Ernie Hawkins (1947)
- Ted Hawkins (1936–1995)
- Jeff Healey (1966–2008)
- Lucille Hegamin (1894–1970)
- Scott Henderson (1954)
- Jimi Hendrix (1942–1970)
- Z. Z. Hill (1935–1984)
- Silas Hogan (1911–1994)
- Smokey Hogg (1914–1960)
- Ron Holloway (1953)
- Arthur Honegger (1892–1955)
- Earl Hooker (1929–1970)
- John Lee Hooker (1917–2001)
- Lightnin’ Hopkins (1912–1982)
- Big Walter Horton (1918–1981)
- Son House (1902–1988)
- Peg Leg Howell (1888–1966)
- Alberta Hunter (1895–1984)
- Ivory Joe Hunter (1914–1974)
- James Hunter (1962)
- Mississippi John Hurt (1893–1966)
- J. B. Hutto (1926–1983)

## I
- Indian blues

## J
- Jim Jackson (1884–1937)
- John Jackson (1924–2002)
- Papa Charlie Jackson (1890–1938)
- Colin James (1964)
- Elmore James (1918–1963)
- Etta James (1938–2012)
- Skip James (1902–1969)
- Steve James (1950–2023)
- John Mayer Trio (2005)
- Back Alley John (1955–2006)
- James "Stump" Johnson (1902–1969)
- Jimmy Johnson (1928)
- Lonnie Johnson (1894–1970)
- Robert Johnson (1911–1938)
- Tommy Johnson (1896–1956)
- Floyd Jones (1917–1989)
- Maggie Jones (1900-?)
- Moody Jones (1908–1988)
- Norah Jones (1979)
- Paul "Wine" Jones (1946)
- Louis Jordan (1908–1975)

## K
- Ritchie Kantor (1994–)
- Jo Ann Kelly (1944–1990)
- Gene Kelton (1955)
- Junior Kimbrough (1930–1998)
- Albert King (1924–1992)
- B. B. King (1925–2015)
- Chris Thomas King (1964)
- Freddie King (1934–1976)
- John Kirkbride (1946)
- Alexis Korner (1928–1984)
- Lenny Kravitz (1964)

## L
- Paul Lamb (1955)
- Jonny Lang (1981)
- Alvin Lee (1944–2013)
- Bonnie Lee (1931–2006)
- Furry Lewis (1899–1981)
- Jerry Lee Lewis (1935–2022)
- Meade Lux Lewis (1905–1964)
- Charley Lincoln (1900–1963)
- Mance Lipscomb (1895–1976)
- Virginia Liston (1890–1932)
- Little Willie Littlefield (1931)
- Robert Lockwood, Jr. (1915–2006)
- Cripple Clarence Lofton (1887–1957)
- Los Lonely Boys
- Willie Love (1906–1953)

## M
- Lonnie Mack (1941–2016)
- Doug Macleod (1946)
- Taj Mahal (1942)
- Harry Manx (?)
- Eddie Mapp (1910–1931)
- John Mayall (1933–2024)
- Pete Mayes (1938–2008)
- Percy Mayfield (1920–1984)
- Lee McBee (1951)
- Robert Lee McCollum (1909–1967)
- Kansas Joe McCoy (1905–1950)
- Papa Charlie McCoy (1909–1950)
- Larry McCray (1960)
- Fred McDowell (1904–1972)
- Brownie McGhee (1915–1996)
- Jay McShann (1916–2006)
- Memphis Jug Band
- Big Maceo Merriweather (1905–1953)
- Amos Milburn (1927–1980)
- Roy Milton (1907–1983)
- Nuno Mindelis (1957)
- Memphis Minnie (1897–1973)
- Keb' Mo' (1951)
- Little Brother Montgomery (1906–1985)
- Coco Montoya (1951)
- Arnold Moore (1914–2005)
- Whistlin' Alex Moore (1899–1989)
- William Moore (1893–1951)
- Mike Morgan (1959)
- Jelly Roll Morton (1890–1941)
- Buddy Moss (1914–1984)
- Nick Moss (1972)
- Charlie Musselwhite (1944)
- Sam Myers (1936)

## N
- Mike Naumenko (1955–1991)
- Kenny Neal (1957)
- Sugar Ray Norcia (?)
- North Mississippi Allstars
- Darrell Nulisch (1952)

## O
- St. Louis Jimmy Oden (1903–1977)
- Odetta (1930–2008)
- Hans Olson (?)

## P
- Pappo (1950–2005)
- Charlie Parr (?)
- Charlie Patton (1891–1934)
- Asie Payton (1937–1997)
- Dave Peabody (1948)
- Pinetop Perkins (1913–2011)
- Kelly Joe Phelps (1959)
- Rod Piazza (1947)
- Buster Pickens (1916–1964)
- Lonnie Pitchford (1955–1998)
- Ana Popovic (1976)
- Roxanne Potvin (1982)
- Gary Primich (1958–2007)
- Snooky Pryor (1921–2006)
- Joe Pullum (1905–1964)

## R
- Ma Rainey (1886–1939)
- Bonnie Raitt (1949)
- Boogie Woogie Red (1925–1985)
- Bull City Red (?)
- Louisiana Red (1932–2012)
- Piano Red (1911–1985)
- Tampa Red (1904–1981)
- Boogie Woogie Red (1925–1985)
- Jimmy Reed (1925–1976)
- Soko Richardson (1939–2004)
- Robert Bradley's Blackwater Surprise
- Sherman Robertson (1948)
- Fenton Robinson (1935–1997)
- Jimmie Rodgers (1897–1933)
- Jimmy Rogers (1924–1997)
- Roomful of Blues
- Bobby Rush (1940)
- Otis Rush (1934–2018)
- Jimmy Rushing (1902–1972)

## S
- Saffire - The Uppity Blues Women
- Magic Sam (1937–1970)
- Washboard Sam (1910–1966)
- Carlos Santana (1947)
- John Scofield (1951)
- Son Seals (1942–2004)
- Alec Seward (1902–1972)
- Todd Sharpville (1970)
- Eddie Shaw (1937–2018)
- Robert Shaw (1908–1985)
- Kenny Wayne Shepherd (1977)
- Johnny Shines (1915–1992)
- Little Mack Simmons (1933–2000)
- Bumble Bee Slim (1905–1968)
- Magic Slim (1937)
- Memphis Slim (1915–1988)
- Bessie Smith (1894–1937)
- Clara Smith (1894–1935)
- Mamie Smith (1883–1946)
- Otis "Big Smokey" Smothers (1929–1993)
- Little Smokey Smothers (1939)
- Little Sonny (1932–2000)
- Bobby Sowell (1947)
- Otis Spann (1930–1970)
- Dave Specter (1963)
- Victoria Spivey (1908–1976)
- Seasick Steve (1940)
- Arbee Stidham (1917–1988)
- William Grant Still (1895–1978)
- Frank Stokes (1888–1955)
- Billy Strayhorn (1915–1967)
- Angela Strehli (1945)
- Lonesome Sundown (1928–1995)
- Roosevelt Sykes (1906–1983)

## T
- Baby Tate (1916–1972)
- Eddie Taylor (1923–1985)
- Hound Dog Taylor (1915–1975)
- Koko Taylor (1935–2009)
- Mick Taylor (1949)
- Otis Taylor (1948)
- Sam Taylor (1916–1990)
- Susan Tedeschi (1970)
- Sonny Terry (1911–1986)
- Jimmy Thackery (1953)
- The Black Keys
- The Blues Brothers
- The Butler Twins
- The Fabulous Thunderbirds
- The Legendary Blues Band
- The Rolling Stones
- The White Stripes
- Hans Theessink (1948)
- Henry Thomas (1874–1930)
- Ramblin' Thomas (1902–1945)
- Rufus Thomas (1917–2001)
- Tabby Thomas (1929)
- George Thorogood (1950)
- Ali Farka Touré (1939–2006)
- Henry Townsend (1909–2006)
- Robin Trower (1945)
- Derek Trucks (1979)
- Big Joe Turner (1911–1985)

## V
- Vatanabe Kazumi (1953)
- Jimmie Vaughan (1951)
- Stevie Ray Vaughan (1954–1990)

## W
- Tom Waits (1949)
- Joe Louis Walker (1949)
- T-Bone Walker (1910–1975)
- Sippie Wallace (1898–1986)
- Little Walter (1930–1968)
- Baby Boy Warren (1919–1977)
- Ethel Waters (1896–1977)
- Muddy Waters (1915–1983)
- Carl Weathersby (1953–2024)
- Curley Weaver (1906–1962)
- Junior Wells (1934–1998)
- Peetie Wheatstraw (1902–1941)
- Bukka White (1909–1977)
- Josh White (1914 vagy 1915–1969)
- William Elliott Whitmore (1978)
- Jody Williams (1935–2018)
- Johnny Williams (1906–2006)
- Lil' Ed Williams (1955)
- Hank Williams Sr. (1923–1953)
- Sonny Boy Williamson I (1914–1948)
- Sonny Boy Williamson II (Rice Miller) (1899–1965)
- Washboard Willie (1909–1991)
- Ralph Willis (1910–1957)
- Alan Wilson (1943–1970)
- Smokey Wilson (1936)
- U.P. Wilson (1934–2004)
- Johnny Winter (1944–2014)
- Jimmy Witherspoon (1923–1997)
- Howlin’ Wolf (1910–1976)
- Mitch Woods (1951)
- Big John Wrencher (1923–1977)

## Y
- Johnny "Man" Young (1918–1974)

## Z
- Axel Zwingenberger (1955)

## egyéb betű
- Yavuz Çetin (1970–2001)